# Giacomo Rizzo
Giacomo Rizzo (Nápoles, 17 de enero de 1939) es un actor de cine y teatro italiano. Ha aparecido en más de 40 películas desde su primera interpretación, en 1966. Protagonizó el filme El amigo de la familia, que fue exhibida en el Festival Internacional de Cine de Cannes 2006.

## Filmografía

### Cine
- Arreglo de cuentas en San Genaro (Operazione San Gennaro), dirigida por Dino Risi (1966)
- Toh, è morta la nonna!, dirigida por Mario Monicelli (1969)
- El Decamerón (Il Decameron), dirigida por Pier Paolo Pasolini (1971)
- Il sindacalista, dirigida por Luciano Salce (1972)
- ¿Qué ocurrió entre mi padre y tu madre? (Avanti! / Che cosa è successo tra mio padre e tua madre?), dirigida por Billy Wilder (1972)
- Beffe, licenzie et amori del Decamerone segreto, dirigida por Giuseppe Vari (1972)
- Le notti peccaminose di Pietro l'Aretino, dirigida por Manlio Scarpelli (1972)
- Le mille e una notte all'italiana, dirigida por Antonio Racioppi, Carlo Infascelli (1973)
- Un ufficiale non si arrende mai nemmeno di fronte all'evidenza, firmato Colonnello Buttiglione, dirigida por Mino Guerrini (1973)
- La mano nera, dirigida por Antonio Racioppi (1973)
- Bella, ricca, lieve difetto fisico, cerca anima gemella, dirigida por Nando Cicero (1973)
- I racconti di Viterbury - Le più allegre storie del '300, dirigida por Mario Caiano (1973)
- Piedone lo sbirro, dirigida por Steno (1973)
- Il Colonnello Buttiglione diventa generale, dirigida por Mino Guerrini (1974)
- Piedino il questurino, dirigida por Franco Lo Cascio (1974)
- Aventuras y desventuras de un italiano emigrado (Pane e cioccolata), dirigida por Franco Brusati (1974)
- Storie scellerate, dirigida por Sergio Citti (1974)
- L'educanda, dirigida por Franco Lo Cascio (1975)
- Superuomini, superdonne, superbotte, dirigida por Alfonso Brescia (1975)
- Novecento, dirigida por Bernardo Bertolucci (1976)
- 4 marmittoni alle grandi manovre, dirigida por Marino Girolami (1976)
- Virgo, tauro y capricornio (La vergine, il toro e il capricorno), dirigida por Luciano Martino (1977)
- Taxi Girl, dirigida por Michele Massimo Tarantini (1977)
- La poliziotta della squadra del buon costume, dirigida por Michele Massimo Tarantini (1979)
- Zappatore, dirigida por Alfonso Brescia (1980)
- Napoli, Palermo, New York - Il triangolo della camorra, dirigida por Alfonso Brescia (1981)
- La maestra di sci, dirigida por Alessandro Lucidi (1981)
- La poliziotta a New York, dirigida por Michele Massimo Tarantini (1981)
- Pierino la Peste alla riscossa, dirigida por Umberto Lenzi (1982)
- Il diavolo e l'acquasanta, dirigida por Bruno Corbucci (1983)
- Pacco, doppio pacco e contropaccotto, dirigida por Nanni Loy (1993)
- Aitanic, dirigida por Nino D'Angelo (2000)
- El amigo de la familia (L'amico di famiglia), dirigida por Paolo Sorrentino (2006)
- Bienvenidos al Sur (Benvenuti al Sud), dirigida por Luca Miniero (2010)
- Benvenuti al Nord, dirigida por Luca Miniero (2012)
- Fallo per papà, dirigida por Ciro Ceruti y Ciro Villano (2012)
- Napoletans, dirigida por Luigi Russo (2012)
- Sodoma - L'altra faccia di Gomorra, dirigida por Vincenzo Pirozzi (2013)
- Si accettano miracoli, dirigida por Alessandro Siani (2015)
- Era giovane e aveva gli occhi chiari, dirigida por Giovanni Mazzitelli (2017)
- Passpartù: Operazione Doppiozero, dirigida por Lucio Bastolla (2019)
- Alessandra - Un grande amore e niente più, dirigida por Pasquale Falcone (2019)
- La reliquia, dirigida por Paolo Martini (2020)
- Lui è mio padre, dirigida por Roberto Gasparro (2020)
- In fila per due, dirigida por Bruno De Paola (2021)

### Televisión
- Ma che cos'è questo amore, dirigida por Ugo Gregoretti - miniserie televisiva (1979)
- Stazione di servizio - serie televisiva (1989)
- Anni '50 - miniserie televisiva (1998)
- Una madre, dirigida por Massimo Spano (2008)
- Un posto al sole - serial televisivo (2016)
- La vita promessa - miniserie televisiva (2018)
- Vincenzo Malinconico, avvocato d'insuccesso, dirigida por Alessandro Angelini – serie televisiva, 3 episodios (2022)